# ГЕС Delsitanisagua
ГЕС Delsitanisagua – гідроелектростанція на південному сході Еквадору. Використовує ресурс із річки Самора, правої твірної Сант’яго, котра в свою чергу є лівою притокою річки Мараньйон (ліва твірна Амазонки).
В межах проекту річку перекрили бетонною гравітаційною греблею висотою 34 метра та довжиною 135 метрів, котра утримує невелике водосховище з об’ємом 420 тис м3. Звідси ресурс спрямовується до прокладеного під лівобережним гірським масивом дериваційного тунелю довжиною 8 км з діаметром 4,1 метра, який переходить у напірний водовід з діаметром 3,3 метра. В системі також працює вирівнювальний резервуар висотою 70 метрів з діаметром від 8 до 15 метрів.
Наземний машинний зал обладнали трьома турбінами типу Пелтон потужністю по 60 МВт, котрі використовують чистий напір у 504 метра та повинні забезпечувати виробництво 1411 млн кВт-год електроенергії на рік. 
Видача продукції відбувається по ЛЕП, розрахованій на роботу під напругою 138 кВ.